# Neutralidad en la red en la televisión de pago
Neutralidad en la red en la televisión de pago es un análisis acerca del debate en torno al principio de neutralidad de la red.  Este debate gira actualmente sobre dos partes que tienen intereses claramente diferenciados. Por un lado, los proveedores de servicios de acceso a internet (ISP) y, por otro lado, los proveedores de contenidos, que generan un volumen ingente de datos que se distribuyen por redes e infraestructuras que son ajenas a ellas, habiendo sido casi siempre, construidas por las indicados operadores de servicios de internet (ISP).  El debate se centra en definir si las empresas pueden dar un trato preferente a los proveedores de contenidos que pagan para obtener una transmisión más rápida.

## El principio de neutralidad en la red en la televisión por Internet

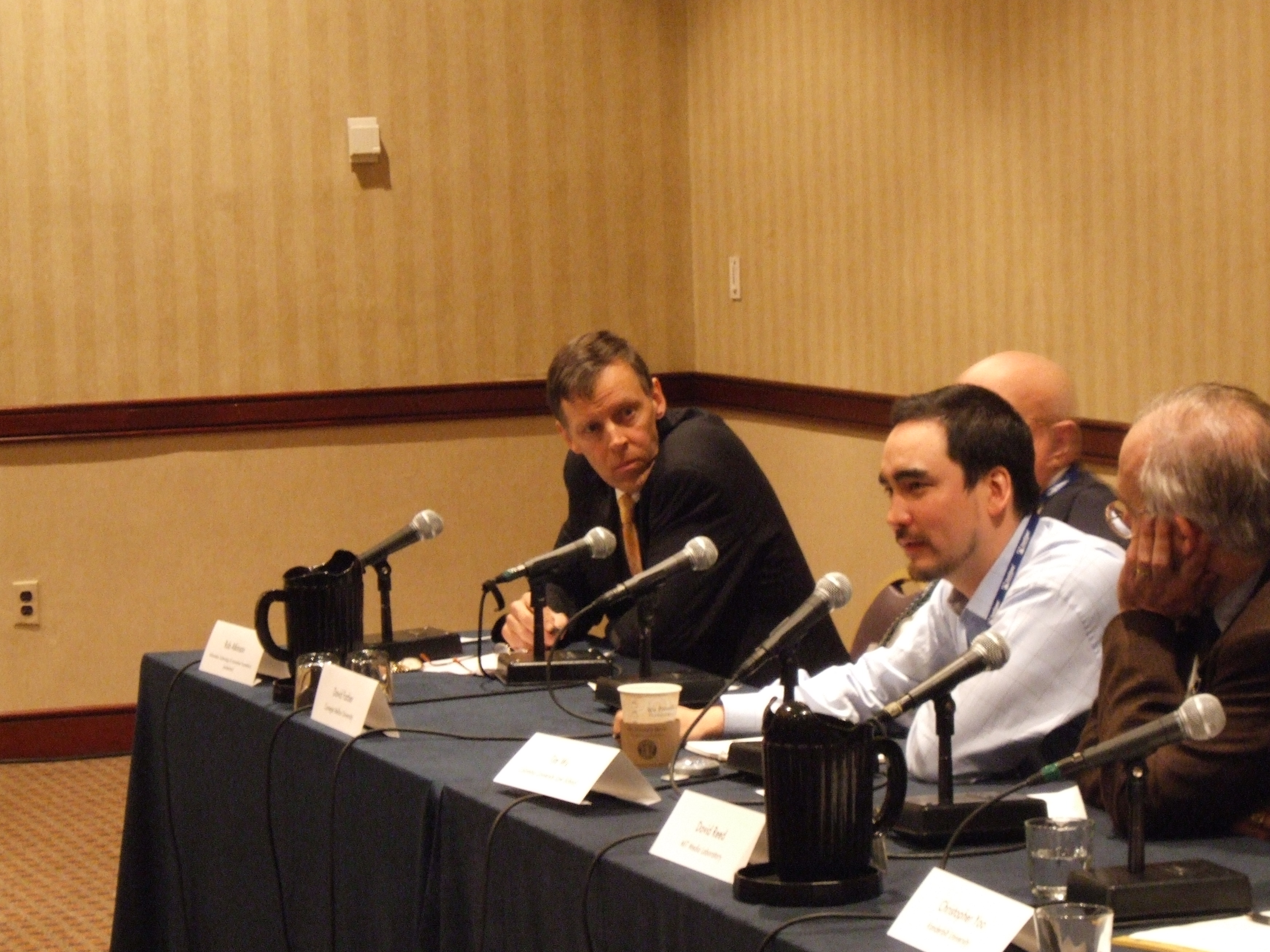
Imagen sobre conferencia acerca de neutralidad en la red. Enero de 2007. Rob Atkinson, Dave Farber (obscured), Tim Wu, David P. Reed

El principio de neutralidad de la Red está intrínsecamente unido al nacimiento y desarrollo de la actual red de Internet. La Neutralidad de red es un principio que consagra que todo el tráfico que circula por las redes de telecomunicaciones incluido Internet (datos, voz, video aplicaciones...etc.) reciba el mismo trato con independencia de su tipología, origen y destino. Prohíbe las prácticas comerciales para bloquear tráficos, ralentizar la velocidad y discriminar servicios, garantizando así el derecho de los usuarios a una Red Abierta.  Este principio describe el estado en el cual todo el tráfico transportado por un proveedor de servicios de internet (ISP) de banda ancha en sus redes es tratado de manera igual.
Este concepto comprende la necesidad de la existencia de controles regulatorios sobre cómo los proveedores de servicios de internet (ISP) gestionan el ancho de banda en el tráfico en Internet para evitar discriminaciones en dicho tráfico
En el ámbito de la televisión por Internet, con la finalidad de resolver las limitaciones originadas por la utilización de un servidor centralizado para suministrar a todos los usuarios de la plataforma de servicios de televisión de pago es necesario contar con una red de distribución o entrega de contenidos, Content Delivery Network (CDN) ya sea propia o contratada a terceros operadores. Las CDN están formadas por una colección de servidores dedicados que están situados estratégicamente en puntos diversos de una red (pertenecientes a los operadores de red de banda ancha fija) para hacer más fiable y eficiente la distribución de contenidos audiovisuales en Internet. Normalmente, las CDN suelen ser gestionadas por terceros lo que permite a los servicios de televisión desentenderse de su creación y mantenimiento encargándose de estos aspectos otros operadores
El éxito alcanzado en el tráfico de video en Internet comporta que su modelo de proveedor de contenidos que utiliza para su distribución redes e infraestructuras cuya titularidad corresponde a un tercero, principalmente empresas de telecomunicaciones, sirve para analizar y reflexionar acerca del principio de neutralidad de la red.
Operadores de televisión por Internet, por su condición de proveedor de contenidos por Internet, son claros protagonistas de la formulación moderna del principio de la neutralidad de la red.
En aplicación de este principio. las compañías de telecomunicaciones o ISP no puedan bloquear o filtrar el tráfico generado por los proveedores de contenidos y aplicaciones en la Red o el de sus propios abonados según sus propios intereses comerciales. Y un ISP no puede dar prioridad a un proveedor de contenidos frente a otro. 
Otro supuesto donde la neutralidad de la red es clave es en las relaciones entre operadores de telecomunicaciones los cuales tengan servicios de televisión de pago. 
En definitiva, el principio de neutralidad de la red se aplica a la forma en la que los ISP gestionan el tráfico de los datos que circula por sus redes cuando los usuarios finales demandan contenidos, aplicaciones, servicios o intercambio de datos entre ellos. 
La neutralidad de la red es un principio aplicable a las redes de banda ancha, principalmente de uso residencial, aunque potencialmente aplicable a todo tipo de redes, que describe cual debería ser el tratamiento del tráfico que circula a través de ellas. Una red neutral es aquella que está libre de restricciones tanto en las clases de equipamiento que pueden ser usadas como en los modos de comunicación permitidos, que no restringen el contenido, sitios, y plataformas, y donde la comunicación no está irrazonablemente degradada por otras comunicaciones .  De esta manera, en aplicación del principio de la neutralidad de la red, los proveedores de servicio de acceso a internet (ISP) no deben poder bloquear aplicaciones ni interferir en el acceso por parte de los usuarios a los proveedores de contenidos en internet que sean competidores de dichos ISP.  El asunto clave en la aplicación del principio de Neutralidad de la red es el abordar el problema del transporte gratuito de bits. Operadores como Netflix han acuñado la expresión Strong Net Neutrality, dentro del debate sobre este principio.  El incremento del tráfico de vídeo originado por los operadores OTT al transmitir su programación de vídeo y tiene consecuencias en el principio de neutralidad de la red. Este incremento ha causado un estrés en las redes que forman la infraestructura de Internet originando congestión de tráfico y alargando los tiempos requeridos para descargar y visionar contenido  . 
Frente a la aplicación de este principio bajo este criterio de neutralidad de la red se argumenta que su aplicación comporta reducir los incentivos para actualizar las redes haciendo las inversiones económicas necesarias y lanzar servicios de nueva generación. También se justifica como admisible, e incluso deseable, cierta discriminación, especialmente, para garantizar la calidad del servicio .
Está surgiendo un modelo de comunicación, ligado a condiciones tecnológicas, factores sociales y prácticas culturales pero también a la acción de las industrias culturales; en el que cuestiones como la interactividad, la hipertextualidad, la digitalización, la virtualidad, la conectividad, la convergencia y la portabilidad, entre otras, constituyen algunos de los rasgos técnicos más notables del flamante sistema de medios que los humanos estamos creando para desarrollar nuestras comunicaciones – en el marco de una nueva cultura digital y de nuevas modalidades de sociabilidad e institucionalidad.
El director ejecutivo de Netflix, Reed Hastings, ha comentado que la esencia de la neutralidad de la red es que los ISP no influyan ni interfieran en las decisiones que hacen los consumidores. Parte de la consideración que hay una “neutralidad de la red débil” y que actualmente es insuficiente para proteger un Internet competitivo y abierto. Aboga por una “neutralidad de la red fuerte” que comporte que los ISP no puedan cobrar un peaje por la interconexión con servicios como Netflix, Youtube o Skype o con intermediarios como Cogent, Akamai, etc. 
Se observa que este principio es protagonista en las relaciones entre los proveedores de acceso a internet  y los proveedores de contenidos, en este caso, los nuevos operadores de televisión por internet. Los gobiernos pretenden aportar resoluciones normativas para configurar la actividad empresarial de los citados proveedores.  El nuevo modelo del nuevo modelo de negocio de la televisión por internet presenta riesgos y oportunidades; entre los primeros el alcance del principio de neutralidad en la red y entre los segundos la posibilidad de obtención de ingresos económicos adicionales derivados del incremente del flujo de datos por las redes.
Cierto sector de la doctrina considera que dichas actuaciones de bloqueo o ralentización de datos de tráfico por internet pueden verse incentivadas por la presión de los operadores de telecomunicaciones que gestionan las infraestructuras de redes y por existir normativas en materia de competencia que puedan refrendar legalmente tales conductas. Los partidarios más convencidos para la aplicación de este principio afirman que la menor ejecución y desarrollo de medidas tecnológicas sobre el contenido que circule por las infraestructuras de las telecomunicaciones va a favorecer el crecimiento económico y una innovación tecnológica más descentralizada siempre que vaya acompañado de un marco regulatorio al respecto.  El científico Tim Berners-Lee, considerado uno de los padres de la World Wide Web, equipara el principio de neutralidad de la red con el principio de libertad de expresión dado que las amenazas que puedan surgir sobre dicho principio deberían ser medidas y analizadas de forma que se exponga el significado del alcance de las decisiones adoptadas. De esta manera, para impedir conductas que pueden llevar a cabo los operadores de telecomunicaciones en perjuicio del aquellos que buscan acceso a los servicios de la sociedad de la información es necesario potenciar la aplicación del principio de neutralidad de la red.

## Breve historia política de la neutralidad la red
A principios de los años 90 del siglo XX se elaboró la iniciativa denominada High Performance Computing Plan en la cual se preveía una infraestructura nacional de información que conectara a toda la red educativa. La administración Clinton, al inicio de su mandato en 1993, creó la National Information Infrastructure Task Force (IITF)  clave para el desarrollo de una Infraestructura Nacional de Información (NII) . En 1994, se congela el proyecto de las “Autopistas de la Información” y desde la Ley de Telecomunicaciones de 1996, la Federal Communications Comision (FCC)  de EE. UU. ha “luchado por una política que equilibrara la necesidad de una nueva inversión en banda ancha con el riesgo de que los operadores de banda ancha ejerzan demasiado control sobre la innovación en la red”. Otros autores como ARMAND MATTELARD han trabajado sobre la materia.
En febrero de 2004 Michael Powell, presidente de la FCC, se pronunció sobre el desequilibrio entre inversión y poder, estableciendo cuatro principios que guiarían la política de la FCC en este complejo ámbito denominados “Libertades de Internet”. Son las cuatro siguientes: 
- Libertad de Acceso a Contenidos.
- Libertad de Uso de Aplicaciones.
- Libertad de Conectar Dispositivos Personales.
- Libertad de Obtener Información sobre el Plan de Servicio.

En 2010 Hilary Clinton un discurso defendiendo la neutralidad en la red.  La postura del partido demócrata en los EE.UU, ha estado tradicionalmente a favor de la libertad en la red.  Así lo podemos observar en el video adjunto, Net Neutrality: President Obama's Plan for a Free and Open Internet. 
En diciembre de 2014, la FCC publicó Notice of Proposed Rulemaking en relación con el alcance de la definición legal de Distribuidos de Producción de Video Multicanal (MVPD). En dicho documento, la FCC propuso interpretar la definición de MVPD para que incluyera a los Distribuidores de Video Online (OVD) en el supuesto que este tipo de servicios estén disponibles para la adquisición de suscriptores o clientes, de múltiples líneas de flujos de programación de vídeo.  
Esta normativa iba dirigida principalmente a las compañías que están intentando proveer de canales lineales vía Internet. Partiendo del principio de “neutralidad tecnológica” se trataba de armonizar con el mismo régimen jurídico aplicable a los MVPD tanto a los operadores de televisión por cable, satélite y de teléfono que ya ofrecen programación televisiva.  De esta forma se trataría de garantizar el acceso a los canales de televisión, ya sean titularidad de los operadores de cable o de las grandes cadenas, por parte de los emergentes proveedores de canales de televisión por Internet. No comporta que el acceso sea gratuito sino que estos nuevos operadores de Internet deban llegar a un acuerdo con los titulares de los referidos canales de televisión mediante el pago por la retransmisión.